# Leptanilla ortunoi
Leptanilla ortunoi is een mierensoort uit de onderfamilie van de Leptanillinae. De wetenschappelijke naam van de soort is voor het eerst geldig gepubliceerd in 1994 door López, Martínez & Barandica.